# Трофимов, Станислав Владимирович
Трофимов, Станислав Владимирович (род. 26 апреля 1985, Стерлитамак, Башкирская АССР) — российский оперный певец (бас). Солист Мариинского театра, приглашенный солист Большого театра.
Заслуженный артист Республики Башкортостан (2025). Лауреат высшей театральной премии Санкт-Петербурга «Золотой софит» (2022). 

## Биография
Родился в г. Стерлитамаке Башкирской АССР.
Окончил Оренбургский государственный институт искусств им. Леопольда и Мстислава Ростроповичей.
В 2006—2007 — солист Оренбургского муниципального камерного хора, стипендиат губернатора Оренбургской области.
В 2008—2014 — солист Челябинского государственного академического театра оперы и балета им. М. И. Глинки.
В 2009—2010 — доцент кафедры «сольного пения» Челябинского государственного института музыки им. П. И. Чайковского, заведующий отделением «сольного пения» в Челябинском колледже искусств.
В ноябре 2012 года впервые исполнил партию Сусанина в премьере оперы «Жизнь за царя», приуроченной к празднованиям в честь 400-летия Дома Романовых. На премьере присутствовала глава Российского императорского дома — Её Императорское Высочество Мария Владимировна Романова с цесаревичем Георгием Михайловичем Романовым.
В 2014—2016 — солист Екатеринбургского государственного академического театра оперы и балета.
Дебютировал на сцене Большого театра в концерте «Молодые голоса Большого» (2013 г.), в 2014 исполнил партию Пимена в спектакле «Борис Годунов», с этого момента является постоянным приглашенным солистом театра.
В 2015 дебютировал в Мариинском театре в партии Пимена («Борис Годунов» М.П. Мусоргского), в 2016 был принят в оперную труппу театра, где исполнил более 30 партий.
География гастролей Станислава Трофимова простирается от Санкт-Петербурга до Южно-Сахалинска в России и от Токио до Сан-Франциско зарубежом.
Станислав Трофимов — писатель, автор научных статей и поэтических сборников, публикаций по искусствоведению и церковной культуре, популяризатор церковного искусства, учредитель Премии поддержки Русского Диаконства.

## Зарубежная карьера
Выступал в спектаклях театров «La Scala», «Deutsche Oper Berlin», «Théâtre des Champs-Élysées», на концертной сцене — в филармониях Парижа, Мюнхена, Берлина, Гамбурга, Люксембурга и Сан-Франциско, в концертном зале Сантори-холл в Токио, академии «Санта-Чечилия» в Риме, в театрах перформативных искусств в Пекине, Будапеште и Римини. Принимал участие в фестивале «Арена-ди-Верона» и Зальцбургском фестивале.
Летом 2017 года Станислав Трофимов дебютировал на Зальцбургском фестивале — в постановке «Леди Макбет Мценского уезда» под руководством Мариса Янсонса — и на фестивале «Арена-ди-Верона», в опере «Набукко» Дж. Верди.
Осенью 2017 года впервые выступил на сцене театра «Deutsche Oper Berlin», исполнив партию Захарии в опере «Набукко».
На Зальцбургском фестивале 2018 года пел в постановке «Пиковой дамы» (реж. Ханс Нойенфельс) и концертном исполнении оперы «Искатели жемчуга» Ж. Бизе в звездном составе с Пласидо Доминго, Хавьером Камарена и Аидой Гарифуллиной.
В театре Елисейских полей и Люксембургской филармонии исполнил партию Спарафучиле в опере «Риголетто» Дж. Верди с Сэром Саймоном Кинлисайдом в титульной партии (дир. Густаво Химено).
В 2019 г. впервые выступил на сцене театра «La Scala», исполнив партию Досифея в новой постановке «Хованщины» М.П. Мусоргского (реж. Марио Мартоне); участвовал в концертных исполнениях опер «Иоланта» (Парижская филармония) и «Мазепа» П.И Чайковского (Сантори-холл в Токио, дирижёр Валерий Гергиев).
На сцене Парижской филармонии исполнил партию Ивана Грозного в концертном исполнении «Псковитянки» Н. А. Римского-Корсакова (дир. Туган Сохиев).
В 2020 г. на сцене Парижской филармонии исполнил партию Досифея в концертном исполнении оперы «Хованщина» М.П. Мусоргский (дир. Валерий Гергиев).
В 2022 г. вместе с Ильдаром Абдразаковым выступил на сцене театра «La Scala» в новой постановке «Бориса Годунова» М.П. Мусоргского (дирижер Риккардо Шайи).

## Награды и премии
В 2013 г. — лауреат премии законодательного собрания.
В 2014 г. — лауреат премии «Золотая лира».
В 2017 г. был номинирован на премию «Золотой софит» за роль Джованни да Прочиды в спектакле Мариинского театра «Сицилийская вечерня» (реж. Арно Бернар).
В 2022 г. был удостоен «Золотого софита» за партии Линдорфа, Коппелиуса, доктора Миракля и Дапертутто в спектакле Мариинского театра «Сказки Гофмана» (реж. Даниэл Кругликов).
В 2025 г. – Заслуженный артист Республики Башкортостан.

## Репертуар
•	Иван Сусанин («Жизнь за царя» М. И. Глинка)
•	Борис Годунов, Пимен («Борис Годунов» М. П. Мусоргский)
•	Князь Иван Хованский, Досифей («Хованщина» М. П. Мусоргский)
•	Иван Грозный («Псковитянка» Н.А. Римского-Корсаков)
•	Князь Юрий («Сказание о невидимом граде Китеже и деве Февронии» Н.А. Римского- Корсаков)
•	Собакин, Малюта («Царская невеста» Н.А. Римского- Корсаков)
•	Мельник («Русалка» А.С. Даргомыжский)
•	Чуб («Ночь перед Рождеством» Н.А. Римского- Корсаков)
•	Черевик («Сорочинская ярмарка» М. П. Мусоргский)
•	Морской царь, Варяжский гость («Садко» Н. А. Римского- Корсаков)
•	Кончак, Галицкий («Князь Игорь» А. П. Бородин)
•	Фарлаф, Светозар («Руслан и Людмила» М. И. Глинка)
•	Кочубей («Мазепа» П. И. Чайковский)
•	Князь Гремин («Евгений Онегин» П. И. Чайковский)
•	Архиепископ («Орлеанская дева» П. И. Чайковский)
•	Мамыров, Кудьма («Чародейка» П. И. Чайковский)
•	Король Рене («Иоланта» П. И. Чайковский)
•	Старый цыган («Алеко» С. В. Рахманинов)
•	Священник («Леди Макбет Мценского уезда» Д. Д. Шостакович)
•	Инквизитор («Огненный ангел» С. С. Прокофьев)
•	Лепорелло («Каменный гость» А. С. Даргомыжский)
•	Филипп II, Великий инквизитор («Дон Карлос» Дж. Верди)
•	Якопо Фиеско («Симон Бокканегра» Дж. Верди)
•	Захария («Набукко» Дж. Верди)
•	Джованни да Прочида («Сицилийская вечерня» Дж. Верди)
•	Спарафучиле («Риголетто» Дж. Верди)
•	Падре Гуардиано («Сила судьбы» Дж. Верди)
•	Феррандо («Трубадур» Дж. Верди)
•	Герцог Альвизе Бадоэро («Джоконда» А. Понкьелли)
•	Раймонд Байдбент («Лючия ди Ламмермур» Г. Доницетти)
•	Даланд («Летучий голландец» Р. Вагнер)
•	Генрих Птицелов («Лоэнгрин» Р. Вагнер)
•	Линдорф, Коппелиус, Доктор Миракль, Дапертутто («Сказки Гофмана» Ж. Оффенбах)
•	Марсель («Гугеноты» Д. Мейербер)
•	Нилаканта («Лакме» Л. Делиб)
•	Папа Климент VII («Бенвенуто Челлини» Г. Берлиоз)
•	Старый иудей («Самсон и Далила» К. Сен-Санс)
•	Патер Лоренцо («Ромео и Джульетта» Г. Берлиоз)
•	Нурабад («Искатели жемчуга» Ж. Бизе)
•	Бартоло («Свадьба Фигаро» В. А. Моцарт)
•	Командор («Дон Жуан» В. А. Моцарт)
В концертном репертуаре:
•	«Реквием» Дж. Верди
•	«Маленькая торжественная месса» Дж. Россини
•	Месса фа минор А. Брукнера
•	«Патетическая оратория» Г. Свиридова

## Записи и трансляции
Аудиотрансляции и записи:
2017 г. — «Леди Макбет Мценского уезда» Д. Д. Шостакович, Зальцбургский фестиваль, трансляция BR-klassik
Дирижёр — Марис Янсонс
Хор и оркестр Венской филармонии
- Катерина Львовна Измайлова — Нина Штемме
- Борис Тимофеевич Измайлов — Дмитрий Ульянов
- Зиновий Борисович Измайлов — Максим Пастер
- Сергей — Брэндон Йованович
- Священник — Станислав Трофимов

2018 г. — Искатели жемчуга Ж. Бизе, Зальцбургский фестиваль, запись и трансляция Ö1 
Дирижёр — Риккардо Минаси
Хор Венской филармонии, оркестр Моцартеум
- Лейла — Аида Гарифуллина
- Надир — Хавьер Камарена
- Зурга — Пласидо Доминго
- Нурабад — Станислав Трофимов

2019 г. «Хованщина» М. П. Мусоргский, театр «Ла Скала», запись и трансляция Rai
Дирижёр — Валерий Гергиев
Режиссёр-постановщик — Марио Мартоне
Хор и оркестр театра «Ла Скала»
- Иван Хованский — Михаил Петренко
- Андрей Хованский — Сергей Скороходов
- Василий Голицын — Евгений Акимов
- Шакловитый — Алексей Марков
- Досифей — Станислав Трофимов
- Марфа — Екатерина Семенчук

2019 г. КИ «Псковитянка» Н. А. Римский-Корсаков, Тулуза (Зерновой зал), Большой театр, запись и трансляция France musique
Дирижёр — Туган Сохиев
Хор и оркестр Большого театра
- Царь Иван Васильевич Грозный — Станислав Трофимов
- Княжна Ольга Юрьевна Токмакова — Динара Алиева
- Князь Юрий Иванович Токмаков — Денис Макаров
- Михайло Андреевич Туча — Илья Селиванов

Видеотрансляции и записи:
2016 г. — «Катерина Измайлова», Большой театр, запись и трансляция Mezzo.tv
Дирижёр — Туган Сохиев
Режиссёр-постановщик — Римас Туминас
Хор и оркестр Большого театра
- Борис Тимофеевич Измайлов — Тарас Штонда
- Зиновий Борисович Измайлов — Марат Гали
- Катерина Львовна Измайлова — Надя Михаэль
- Сергей — Джон Дашак
- Священник — Станислав Трофимов

2016 г. «Царская невеста» Н. А. Римский-Корсаков, Мариинский театр, запись и трансляция Mariinsky.tv
Дирижёр — Валерий Гергиев
Хор и оркестр Мариинского театра
- Собакин — Станислав Трофимов
- Марфа — Ольга Трифонова
- Грязной — Алексей Марков
- Любаша — Ольга Бородина
- Иван Лыков — Евгений Акимов

2016 г. — «Самсон и Далила» Камиль Сен-Санс, Мариинский театр, запись и трансляция Telmondis, Mezzo, France Télévisions
Дирижёр — Валерий Гергиев
Режиссёр и художник-постановщик — Яннис Коккос
Хор и оркестр Мариинского театра
- Далила — Екатерина Семенчук
- Самсон — Грегори Кунде
- Верховный жрец Дагона — Роман Бурденко
- Старый иудей — Станислав Трофимов

2018 г. — «Пиковая Дама» П. И. Чайковский, Зальбургский фестиваль, запись C Major, Unitel Edition. Выпущен на DVD.
Дирижёр — Марис Янсонс
Режиссёр — Ханс Нойенфельс
- Герман — Брендон Джованович
- Томский — Владислав Сулимский
- Князь Елецкий — Игорь Головатенко
- Лиза — Евгения Муравьева
- Полина — Оксана Волкова
- Графиня — Ханна Шварц
- Сурин — Станислав Трофимов
- Чекалинский — Александр Кравец

2018 г. «Симон Бокканегра» Дж. Верди, Концертный зал им. П. И. Чайковского, Мариинский театр, запись и трансляция Московская филармония
Дирижёр — Валерий Гергиев
Хор и оркестр Мариинского театра
- Симон Бокканегра — Владислав Сулимский
- Фиеско — Станислав Трофимов
- Амелия — Татьяна Сержан
- Габриэль — Отар Джорджикия

2018 г. — «Иоланта» П. И. Чайковский, Концертный зал им. П. И. Чайковского, Мариинский театр, запись и трансляция Московская филармония
Дирижёр — Валерий Гергиев
Хор и оркестр Мариинского театра
- Рене, король Прованса — Станислав Трофимов
- Роберт — Алексей Марков
- Водемон — Мигран Агаджанян
- Эбн-Хакиа — Роман Бурденко
- Иоланта — Ирина Чурилова

2019 г. — «Марис Янсонс дирижирует Брукнера», Мюнхен (Геркулес Холл), запись и трансляция BR-klassik, выпущен CD
Дирижёр — Марис Янсонс
Хор и симфонический оркестр Баварского радио
Программа:
— Richard Strauss — Vier letzte Lieder, TrV 296
— Anton Bruckner — Messe Nr. 3 f-Moll, WAB 28
- Диана Дамрау — Сопрано
- Салли Мэтьюз — Сопрано
- Карен Каргилл — Меццо-сопрано
- Илькер Аркаюрек — Тенор
- Станислав Трофимов — Бас

2019 г. — «Царская невеста» Н. А. Римский-Корсаков, Большой театр, запись и трансляция Mezzo.tv
Режиссёр-постановщик — Юлия Певзнер
Дирижёр — Туган Сохиев
Хор и оркестр Большого театра
- Собакин — Станислав Трофимов
- Марфа — Ольга Селиверстова
- Грязной — Эльчин Азизов
- Малюта — Вячеслав Почапский
- Иван Лыков — Илья Селиванов

2019 г. — КИ «Иоланта» П. И. Чайковский, Парижская филармония, Мариинский театр, запись и трансляция Medici.tv
Дирижёр — Валерий Гергиев
Хор и оркестр Мариинского театра
- Рене, король Прованса — Станислав Трофимов
- Роберт — Алексей Марков
- Водемон — Нажмиддин Мавлянов
- Эбн-Хакиа — Евгений Никитин
- Иоланта — Ирина Чурилова

2019 г. — «Мазепа» П. И. Чайковский, Мариинский театр, запись и трансляция Mezzo.tv
Дирижёр — Валерий Гергиев
Режиссёр-постановщик — Илья Шлепянов
Хор и оркестр Мариинского театра
- Мазепа — Владислав Сулимский
- Кочубей — Станислав Трофимов
- Любовь — Екатерина Семенчук
- Мария — Мария Баянкина

2020 г. — «Садко» Н. А. Римский-Корсаков, Большой театр, запись и трансляция Mezzo.tv
Дирижёр — Тимур Зангиев
Режиссёр-постановщик и сценограф — Дмитрий Черняков
Хор и оркестр Большого театра
- Садко — Нажмиддин Мавлянов,
- Волхова — Аида Гарифуллина
- Любава Буслаевна — Екатерина Семенчук
- Морской царь — Станислав Трофимов.

2021 г. — «Ночь перед Рождеством» Н. А. Римский-Корсаков, Концертный зал им. П. И. Чайковского, Мариинский театр, запись и трансляция Московская филармония
Дирижёр — Валерий Гергиев
Хор и оркестр Мариинского театра
- Оксана — Екатерина Санникова
- Вакула — Александр Михайлов
- Чуб — Станислав Трофимов
- Солоха — Юлия Маточкина

2022 г. — «Борис Годунов» М. П. Мусоргский, театр «Ла Скала», запись Rai, трасляция Medici.tv
Дирижёр — Рикардо Шайи
Режиссёр — Каспер Хольтен
- Борис Годунов — Ильдар Абдразаков
- Щелкалов — Алексей Марков
- Пимен — Айн Ангер
- Григорий Отрепьев — Дмитрий Головнин
- Варлаам — Станислав Трофимов
- Хозяйка корчмы — Мария Баракова
- Юродивый — Ярослав Абаимов

2023 г. «Борис Годунов» М. П. Мусоргский, Большой театр, запись ТК Культура
Дирижёр — Константин Чудовский
Режиссёр — Леонид Баратов
Хор и оркестр Большого театра
- Борис Годунов — Ильдар Абдразаков
- Пимен — Станислав Трофимов